# Cli-FI
氣候變遷小說（英文：Climate fiction 或 climate change fiction，縮寫 Cli-Fi），參考科學幻想（sci-fi）的縮寫方式，是由一位美國記者 (丹布隆) Daniel Bloom 首先創立，強調將氣候變遷與全球暖化的的影響從目前的文學中獨立出來。對於目前世界的巨變，(丹布隆) Daniel Bloom 相信可以透過文學的方式，喚醒大家減碳的觀念，並且相較於科學生硬的說法，他認為小說對於一般大眾更有感覺。